# Chima

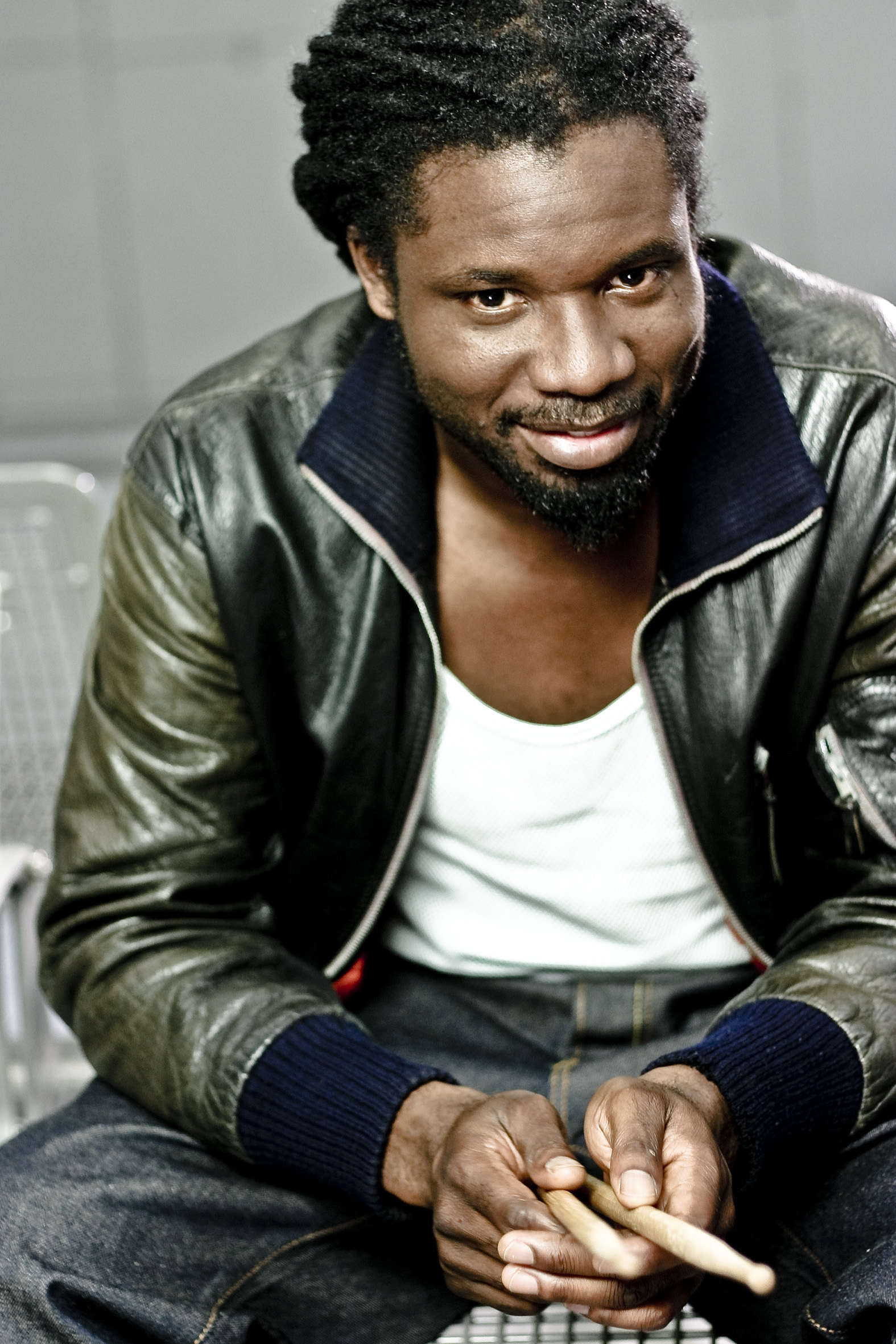
Chima beim Videodreh zu Wundervoll (2005)

Chima [t͡ʃiːma] (* 6. November 1972 in Frankfurt am Main geboren, eigentlich Chimaobinna Enyiakanwanne Onyele) ist ein deutscher Musiker. Er steht bei der Universal Music Group unter Vertrag und ist Mitglied von Brothers Keepers.

## Leben
Chimas Eltern waren Anfang der 1960er Jahre von Nigeria nach Deutschland gezogen. Er wurde in Frankfurt am Main geboren, ging dort in den Kindergarten und machte das Abitur auf der Ernst-Reuter-Schule. Mit 16 oder 17 Jahren besucht er das erste Mal Nigeria, was seinen Blick auf seine Eltern stark veränderte. Nach dem Abitur begann er ein Studium der Soziologie. Er ist Vater eines Sohnes und einer Tochter.

### Karriere
Mitte der 1990er Jahre trat Chima mit dem Geschwisterpaar Aisha und Ismael Abdallah als Teil der englischsprachigen Rapgruppe Otropic T(h)ree auf. Ihre erste Platte scheiterte kommerziell, die Gruppe löste sich später auf. Erste Charterfolge erzielte der Sänger erst 2000 als Teil von Brothers Keepers, mit denen er durch den Erfolg der Top-4-Single Adriano (Letzte Warnung) deutschlandweit bekannt wurde. Im Anschluss daran erschien sein Solodebüt Reine Glaubenssache, das 2002 über EMI veröffentlicht wurde und aus dem die beiden Singles Ich leb das und Lass los ausgekoppelt wurden. Zu dieser Zeit ging er als Supportact mit Herbie Hancock auf Tour und begann mit den Vorbereitungen für sein zweites Album Im Rahmen der Möglichkeiten, das im Oktober 2005 nach einem Labelwechsel bei Pelham Power Productions erschien. Die erste Singleauskopplung aus dem Album, Wundervoll, wurde auch im Radio gespielt und zeigt die Wandlung vom Rapper zum deutschsprachigen Reggae-/Soulsänger.
2011 unterschrieb er einen Vertrag bei Konrad Sommermeyer (* 1979), der auch Tim Bendzko und Frida Gold managt. 2012 wurde er von der Universal Music Group unter Vertrag genommen. Mit der ersten Labelveröffentlichung, der Single Morgen, hatte er seine erste Chartplatzierung. Ähnlichkeiten mit dem Song Morgen von Herr von Grau haben unter anderem bei den Fans beider Parteien auf Facebook und der Bild für Furore gesorgt.
Zu Morgen gibt es auch einen Remix von Deichkind. Wenige Wochen nach der Singleveröffentlichung folgte das Album Stille, auf dem beim Stück Kleinigkeiten die Sängerin Lary mitwirkt.
Im November 2012 spielte Chima seine bislang einzige eigene Tournee unter dem Titel Merkst du was Tour. Im Oktober 2015 ging er erneut auf Deutschland-Tournee.
2019 sang er mit Namika das Titellied zu dem Film Rate Your Date und kündigte das Erscheinen eines neuen Albums im selben Jahr an.

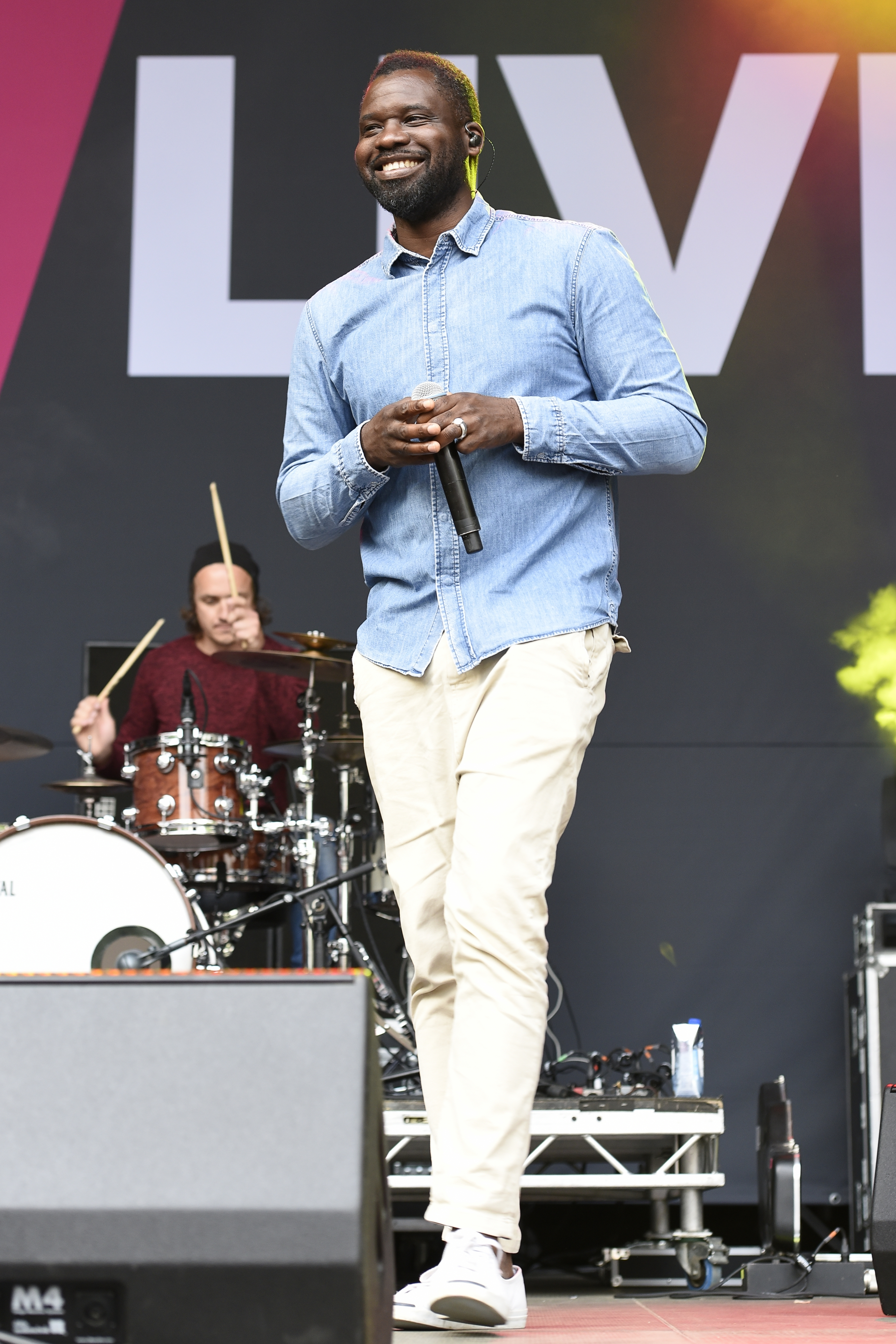
Chima bei Bochum Total 2016

## Diskografie

### Studioalben
| Jahr | Titel                       | Höchstplatzierung, Gesamtwochen, AuszeichnungChartsChartplatzierungen (Jahr, Titel, Platzierungen, Wochen, Auszeichnungen, Anmerkungen) | Anmerkungen                            |
| Jahr | Titel                       | DE | Anmerkungen                            |
| ---- | --------------------------- | --- | -------------------------------------- |
| 2002 | Reine Glaubenssache         | — | Erstveröffentlichung: 18. Februar 2002 |
| 2005 | Im Rahmen der Möglichkeiten | — | Erstveröffentlichung: 14. Oktober 2005 |
| 2012 | Stille                      | DE22 (3 Wo.)DE | Erstveröffentlichung: 6. Juli 2012     |
| 2014 | Von Steinen und Elefanten   | DE97 (1 Wo.)DE | Erstveröffentlichung: 10. Oktober 2014 |

### Singles
| Jahr | Titel Album                             | Höchstplatzierung, Gesamtwochen, AuszeichnungChartplatzierungen (Jahr, Titel, Album, Platzierungen, Wochen, Auszeichnungen, Anmerkungen) | Höchstplatzierung, Gesamtwochen, AuszeichnungChartplatzierungen (Jahr, Titel, Album, Platzierungen, Wochen, Auszeichnungen, Anmerkungen) | Höchstplatzierung, Gesamtwochen, AuszeichnungChartplatzierungen (Jahr, Titel, Album, Platzierungen, Wochen, Auszeichnungen, Anmerkungen) | Anmerkungen                                                                  |
| Jahr | Titel Album                             | DE | AT | CH | Anmerkungen                                                                  |
| ---- | --------------------------------------- | --- | --- | --- | ---------------------------------------------------------------------------- |
| 2001 | Adriano (Letzte Warnung) Lightkultur    | DE5 Gold · (13 Wo.)DE | AT13 (15 Wo.)AT | CH19 (14 Wo.)CH | Erstveröffentlichung: 1. Juli 2001 Verkäufe: + 250.000; mit Brothers Keepers |
| 2012 | Morgen Stille                           | DE29 Gold · (21 Wo.)DE | — | — | Erstveröffentlichung: Juni 2012                                              |
| 2012 | Ausflug ins Blaue Stille                | DE39 (7 Wo.)DE | — | — | Erstveröffentlichung: November 2012                                          |
| 2014 | 100 Elefanten Von Steinen und Elefanten | DE68 (1 Wo.)DE | — | — | Erstveröffentlichung: September 2014                                         |

Weitere Singles
- 2001: Ich leb das
- 2002: Lass los
- 2005: Wundervoll
- 2006: Immer noch
- 2012: Fliegen
- 2014: Das große Schweigen

## Auszeichnungen für Musikverkäufe
Anmerkung: Auszeichnungen in Ländern aus den Charttabellen bzw. Chartboxen sind in ebendiesen zu finden.
| Land/RegionAuszeichnungen für Musikverkäufe (Land/Region, Auszeichnungen, Verkäufe, Quellen) | Gold     | Platin | Verkäufe | Quellen           |
| -------------------------------------------------------------------------------------------- | -------- | ------ | -------- | ----------------- |
| Deutschland (BVMI)                                                                           | 2× Gold2 | —      | 400.000  | musikindustrie.de |
| Insgesamt                                                                                    | 2× Gold2 | —      |          |                   |